# Sung Kang
Kang Sung-ho (hangeul : 강성호 ; hanja : 姜成鎬 ; RR : Gang Seongho ; MR : Kang Sŏngho), dit Sung Kang, est un acteur américain et sud-coréen, né le 8 avril 1972 à Clarkston (Géorgie).
Il se fait connaître grâce au rôle de Han Lue dans la saga Fast and Furious.

## Biographie

### Jeunesse et formation
Kang Sung-ho naît le 8 avril 1972 à Clarkston, en Georgie. Ses parents sont des immigrants sud-coréens. Il grandit avec sa mère sud-coréenne et son beau-père afro-américain à Gainesville (Géorgie),,. Il s'installe à Barstow, en Californie, pour faciliter à joindre son lycée.
Jeune, il étudie à l'Université de Californie à Riverside.

### Carrière
En 2002, Sung Kang apparaît dans un rôle majeur, celui de Han Lue, ce  membre du gang réservé, pour Better Luck Tomorrow de Justin Lin. Â l'origine, il voulait y jouer le rôle de Ben Manibag. Justin Lin l'engagera dans le même rôle pour son Fast and Furious: Tokyo Drift (2006).
En mars 2021, il est choisi pour incarner le Cinquième Frère dans Obi-Wan Kenobi (2022) pour la chaîne Disney+.

## Filmographie

### Cinéma

#### Longs métrages
- 1999 : Mystery Men de Kinka Usher : Susie
- 2001 : Pearl Harbor de Michael Bay : l'auditeur
- 2002 : Better Luck Tomorrow de Justin Lin : Han Lue
- 2002 : Antwone Fisher de Denzel Washington : le réceptionniste
- 2005 : The Motel (en) de Michael Kang : Sam
- 2005 : Forbidden Warrior (en) de Jimmy Nickerson : Doran
- 2006 : Undoing (en) de Chris Chan Lee : Samuel
- 2006 : Fast and Furious: Tokyo Drift de Justin Lin : Han Lue
- 2007 : Rogue : L'Ultime Affrontement (War) de Philip G. Atwell : Goi
- 2007 : Finishing the Game (en) de Justin Lin : Cole Kim
- 2007 : Die Hard 4 : Retour en enfer (Live Free or Die Hard) de Len Wiseman : Raj
- 2009 : Ninja Assassin de James McTeigue : Hollywood
- 2009 : Fast and Furious 4 de Justin Lin : Han Lue
- 2011 : Fast and Furious 5 de Justin Lin : Han Lue
- 2011 : 4 Wedding Planners de Michael Kang : Kai
- 2012 : Sunset Stories d'Ernesto Foronda et Silas Howard : JP
- 2012 : Du plomb dans la tête (Bullet to the Head) de Walter Hill : Taylor Kwon
- 2013 : Fast and Furious 6 de Justin Lin : Han Lue
- 2014 : Eden de Shyam Madiraju : Connie
- 2015 : Pali Road (en) de Jonathan Lim : Mitch Kayne
- 2015 : Hollywood Adventures de Timothy Kendall : Manny
- 2015 : Ana Maria in Novela Land de Georgina Garcia Riedel : la vedette coréenne
- 2015 : Fast and Furious 7 de James Wan : Han Lue (images d'archive)
- 2016 : The Free World (en) de Jason Lew : l'inspecteur Shin
- 2019 : Code 8 de Jeff Chan : l’agent Park
- 2020 : C'est nous les héros (We Can Be Heroes) de Robert Rodriguez : Blinding Fast
- 2021 : Fast and Furious 9 de Justin Lin : Han Lue
- 2023 : Fast and Furious 10 de Louis Leterrier  : Han Lue
- 2024 : Week-end à Taipei (Weekend in Taipei) de George Huang

#### Courts métrages
- 2004 : 9:30 de Mun Chee Yong : Chan Kin Fai
- 2009 : Los Bandoleros de Vin Diesel : Han Lue
- 2009 : Clap Clap de Tanuj Chopra : Roy
- 2012 : The Come Up de Kirk Sullivan : un acteur
- 2015 : Help de Justin Lin : le policier
- 2016 : Code 8 de Jeff Chan : l'officier Alex Park

### Télévision

#### Séries télévisées
- 1999 : Felicity : un étudiant
- 2000 : Le Flic de Shanghaï : Xian
- 2002 : Spin City : Jordan
- 2002 : Girlfriends : Bartender
- 2003 : The Shield : Malcolm Rama
- 2004 : Agence Matrix : Ray Lee
- 2004 : FBI : Portés disparus : Deke
- 2004 : Cold Case : Affaires classées : Sen Dhiet
- 2005 : Monk : le disciple M. Huang
- 2006 : Standoff : Les Négociateurs : David Lau
- 2006 : Les Experts : Miami : Lee Choy
- 2006-2008 : MADtv : le président Gin Kew Yun Chun Yew Nee
- 2008 : Les Experts : Jang
- 2008 : Le Retour de K 2000 : Johnny Chang
- 2009 : Monk : Vince Kuramoto
- 2009 : Mental : Jimmy
- 2010 : Easy to Assemble (en) : Sung Skjulstad / Sung Skjulestad
- 2014 : Gang Related : Tae Kim
- 2016 : Hawaii 5-0 : Dae Won
- 2017-2019 : Power : John Mak
- 2018 : Magnum P.I. : le lieutenant Yoshi Tanaka (épisode 1)
- 2019 : Whiskey Cavalier : Daniel Lou
- 2020 : Power Book II: Ghost : John Mak
- 2021 : Histoire de Lisey (Lisey's Story) : Dan Beckman[5]
- 2022 : Obi-Wan Kenobi : le Cinquième Frère

## Voix francophones
En France, Damien Ferrette est la voix française régulière de Sung Kang depuis le film Fast and Furious: Tokyo Drift en 2006.
Au Québec, Joël Legendre est la voix québécoise régulière de l'acteur. 